# Champsodon omanensis
Champsodon omanensis är en fiskart som beskrevs av Regan, 1908. Champsodon omanensis ingår i släktet Champsodon och familjen Champsodontidae. Inga underarter finns listade i Catalogue of Life.